# Idioma yavitero
El yavitero o pareni (y a veces baniwa) es un idioma extinto hablado en el Amazonas venezolano a orillas del Orinoco. El último hablante conocido murió en 1984.

## Clasificación
El yavitero o pareni es una lengua arahuaca. El parentesco con el resto de lenguas arahuacas se conoce desde que Alexander von Humboldt reunió una lista de palabras y las comparó con el maipure propiamente dicho.
| Pareni     | Maipure           | Castellano |
| ---------- | ----------------- | ---------- |
| camosi     | kié (kiepurig)    | 'sol'      |
| keri       | kejapi (cagijapi) | 'luna'     |
| ouipo      | urrupu            | 'estrella' |
| oueni (ut) | oueni             | 'agua'     |
| casi       | catti             | 'fuego'    |
| nosivi     | nokirri           | 'nariz'    |

Humboldt escribe que el misionero y lingüista Filippo Salvatore Gilii consideraba al yavitero un "dialecto de los idiomas maipures". El científico alemán se pregunta, si no era más bien, una mezcla de dos idiomas.
Humboldt apunta que una de las rocas en Maipures es conocida como Keri y los nativos de la zona creen ver en ella la imagen de una luna llena. Los indígenas indican en el medio de las cataratas de Maipures otra roca que llaman Casomi, o sol.